# ويليام آلفين هوارد
ويليام آلفين هوارد (بالإنجليزية: William Alvin Howard)‏ هو رياضياتي أمريكي، ولد في 1926.